# 트레이드 타워
트레이드 타워(영어: Trade Tower), 韓國貿易大廈, WTC 트레이드 타워(영어: WTC Trade Tower)는 대한민국 서울특별시 강남구 영동대로 511 (삼성동)에 위치하며 한국종합무역센터에 속하는 마천루 건물이다. 계단과 같은 특이한 디자인으로 알려져 있는 빌딩으로, 높이 228m에 지상 54층, 지하 2층 규모이며 대지 면적은 190,347m2(연면적 604,705m2)이다. 흔히 한국종합무역센터, 한국무역센터, 무역센터, KWTC, WTC 타워라고 한다면 보통 이 건물을 가리킨다.
서울특별시에 위치한 트레이드 타워는 인천광역시 연수구 송도국제도시에 있는 동북아무역타워(동북아트레이드타워)와 더불어 대한민국에서 몇 안 되는 무역센터 건물이다. 동시에 유일하게 'WTC(영어: WTC Trade Tower)', 즉 '세계무역센터' 역할을 맡고 있다.

## 역사
1984년에 착공하여 1988년 5월에 완공하였다. 완공 당시 이름은 무역회관이었고 같은 해인 9월 7일에 개장했다. 전망대를 개방하였으나 1990년대에 없어졌다. 1995년에 1천억 달러 달성을 기념하여 네온사인이 장식되었다. 같은 해 확충사업을 추진하기 시작하여 2000년 5월에 완료하였고 2000년대 한국무역의 중심이 되고 2014년 4월에는 25년만에 새단장하였다. 2015년 4월 21일에는 RGB경관조명 교체가 완료되었다. 2016년 3월 14일에는 봄맞이 외벽청소를 진행하였고 11월 7일에는 트레이드 아트라운지가 오픈하였다.

## 건물

### 높이

2007년 5월 20일에 촬영한 트레이드 타워.

트레이드 타워는 지상 54층, 지하 2층 규모로 다음과 같은 높이를 갖고 있다.
- 안테나/첨탑: 259m
- 지붕: 229m
- 최상층: 228m
- 건축 구조물: 259m

이 건물은 1988년 완공 당시 대한민국에서 두 번째로 높은 빌딩이었으며, 아시아에서 네 번째로 높은 빌딩이었다. 2002년에 삼성 타워팰리스 1차가 완공되면서 3번째로, 2003년에 목동 하이페리온 101동, 102동이 완공되면서 5번째로 높은 빌딩이 되었고 2004년에 삼성 타워팰리스 3차이 완공되면서 6번째로 높은 빌딩이 되었다.
2016년 10월 기준으로는 대한민국에서 24번째로, 서울특별시에서 8위로 높지만 롯데월드타워가 2016년에 완공되면서 대한민국에서 25번째로 높고 서울특별시에서는 9번째로 높다. 지상 54층 건물로 250m가 넘는 초고층 주상복합 아파트인 삼성 타워팰리스 3차보다 낮고 여의도에 위치한 서울국제금융센터와 같은 층수이지만 실질적인 높이는 IFC가 283m로 훨씬 높다.

## 특징

### 랜드마크
강남 최고의 랜드마크이며 서울 50층 이상인 건물은 특이하고 이 건물의 전체 모양이 거대한 계단을 연상하는 모양은 눈에 정말 띈다. 63빌딩의 60층에는 전망대가 있고 이 건물에는 전망시설이 있었지만 현재는 없다. 지하 2층에는 철재 양 여닫이문이 있고 지하 1층에는 회전문 및 여닫이문 3개소와 양 여닫이문 4개소가 있으며 지상 1층에는 회전문이 있고 지상 54층에는 방풍실 신설이 있다.
2015년 4월 21일에는 RGB경관조명이 LED로 교체되었다. RGB조명은 매일 저녁부터 파란색, 남색, 보라색, 분홍색, 빨간색, 주황색, 노란색, 초록색이 아침이 올 때까지 반복되어 켜진다.

### 엘리베이터
트레이드 타워는 저층부(B1~17F) 6대, 중층부(B1, 1, 17~36F) 8대, 고층부(B1, 1, 36~51F) 6대, 전망용(B1, 1, 52F) 2대와 비상용(전층운행) 2대로 총 24대의 승강기가 설치되어 있다. 속도의 경우 저층부와 비상용의 경우 180m/min, 중층부와 고층부의 경우 360m/min, 전망용의 경우 120m/min이다. 원래 1988년 금성엘리베이터에서 설치하였으나 노후화로 인해 2015년부터 2018년까지 모든 엘리베이터가 티센크루프로 교체되었다.

## 시설

### 주요 시설

#### 탑클라우드 52
지상 52층에 위치한 세미뷔페 레스토랑인 탑클라우드 52는 룸1 10석, 룸2 8석, 룸3 8석, 룸4 24석으로 구성되어 있으며 뷔페 102석, 그릴 84석으로 구성되어 있다. 영업시간은 매일 운영되지만 점심세미뷔페 및 코스는 오전 11시 30분부터 오후 2:00까지 운영되고 저녁세미뷔페는 매일 오후 6시에서 8시 30분까지 운영된다.

#### 사무실
2층에서 54층에는 사무실이 있다.

### 내부 시설
지하 1층, 지하 2층에 위치한 지하주차장은 무료가 아닌 유료주차 방식으로 운영된다. 1층은 로비가, 2층에서 54층까지는 사무실(업무시설)으로 구성되어 있다. 이 시설에는 회사들이 입주한 상태이며 지하 1층에는 커피빈 트레이드타워점이, 지상 52층에는 크랩 52가 있다.
| 층수        | 시설 |
| ----------- | --- |
| 54층        | 사무실, 방풍실 신설 |
| 53층        | 사무실 |
| 52층        | 사무실, 크랩 52 |
| 51층        | 대회의실 |
| 49층 ~ 50층 | 사무실 |
| 48층        | 국제무역연구원 |
| 47층        | 한미경제협의회 |
| 42층 ~ 46층 | 사무실 |
| 41층        | 캬라반이에스 |
| 38층 ~ 40층 | 사무실 |
| 37층        | 항진글로벌 |
| 36층        | 사무실 |
| 35층        | 블루코트코리아 |
| 34층        | 사무실 |
| 33층        | 리저스코리아 무역센터, 웰빙코리아, 한국비빛도, 오에스비씨, 타이거트레이딩네트웍스 |
| 32층        | 피엘에이, 밀레이십일 |
| 31층        | 사무실 |
| 30층        | 리저스코리아 무역센터, Pinos Korea Co.,Ltd (파이노스코리아 주식회사), 국제학생교류센터, 사거리퀵서비스, 티펜원, 대한동종의학회, 마케팅엔지니어아카데미, 케이엔인사노무컨설팅, 한국미래부품, 한국기업번역원, 신광무역, 페리존슨인증, 이강 법률사무소 |
| 28층 ~ 29층 | 사무실 |
| 27층        | 리저스코리아 무역센터, 인터허브, 히마와리증권 한국사무소, 대일기획, 브랜드인스티튜트 |
| 26층        | 사무실 |
| 25층        | 데이타카드코리아, 액티브인터내쇼날 |
| 23층 ~ 24층 | 사무실 |
| 22층        | 에스티큐브 |
| 21층        | 스키니랩, 애스펙트소프트웨어코리아 |
| 20층        | 자라리테일코리아 |
| 16층 ~ 19층 | 사무실 |
| 15층        | 이밸리사람들 |
| 13층 ~ 14층 | 사무실 |
| 12층        | 돌 코리아 |
| 11층        | 터너앤타운젠드코리아 |
| 10층        | 사무실 |
| 9층         | 마에스트로 솔루션 |
| 8층         | 데라게란덴 |
| 7층         | 명보쥬얼리 |
| 6층         | 사무실 |
| 5층         | EU 게이트웨이 한국사무국 |
| 4층         | 그랜드 컨퍼런스룸, 한국무역협회 IT교육센터, 제온코리아, 오리엔탈인재양성학원 |
| 3층         | 사무실 |
| 2층         | 와우코리아, 우지인피트니스, 정우파이텍스, 법무법인세아삼성분사무소, 나투라스, 테미스코리아, 하이글로브, 렛세콰이어 |
| 1층         | 로비, 프라우스타 아셈점 |
| 지하 1층    | 지하주차장, 커피빈 트레이드타워점 |
| 지하 2층    | 지하주차장, 기계실 |

## 대중문화

### 드라마
- 2013년에 방영한 드라마 황금의 제국의 오프닝에서 트레이드 타워가 나온다.
- 2013년에 방영한 드라마 벼락맞은 문방구 시즌1 1회의 오프닝에서 트레이드 타워가 나온다.
- 2014년에 방영한 드라마 너희들은 포위됐다의 트레이드 타워가 나온다.
- 2016년에 방영한 드라마 푸른 바다의 전설에 나온다.
- 2016년에 방영한 드라마 불야성의 무진그룹 본사인 무진 타워와 파르나스 타워가 나온다.
- 2017년에 방영한 드라마 보그맘 1회에 나온다.
- 2017년에 방영한 tvN 드라마 변혁의 사랑에 나온다.
- 2017년에 방영한 웹드라마 29그램에 나온다.
- 2020년에 방영한 드라마 더 킹 : 영원의 군주에 KU가 나온다.
- 2020년에 방영한 드라마 펜트하우스에 나온다.
- 2022년에 방영한 드라마 이상한 변호사 우영우에 나온다.

### 영화
- 1999년에 개봉한 용가리의 강남의 건축물과 트레이드 타워가 나온다.
- 2005년에 개봉한 애인에 나온다.
- 2015년에 개봉한 어벤져스: 에이지 오브 울트론의 강남의 건축물과 트레이드 타워가 나온다.
- 2017년에 개봉한 검은비: 악의연대기에 저층 건물이 나온다.
- 2019년에 개봉한 내안의 그놈에 나온다.
- 2019년에 개봉한 걸캅스에 나온다.
- 2019년에 개봉한 잠은행에 나온다.

### 애니메이션
- 2020년에 방영된 갓 오브 하이스쿨에 나온다.

### 게임
- 2006년에 출시된 게임 레이시티에 나온다.
- 2014년에 출시된 게임 콜 오브 듀티: 어드밴스드 워페어의 2054년 서울이 나오는데 이 게임 속 건물과 실제를 비교하면 다르지만 변형된 트레이드 타워가 나온다.
- 2020년에 출시된 게임 카운터사이드에 나온다.

### 뮤직비디오
- 2012년에 출시된 노래 강남스타일의 뮤직비디오에서 싸이의 뒤에 나와 큰 화제를 모은 적이 있다. 싸이는 아셈 타워의 상단에 자신의 말을 타고 춤을 추고 있는 동안 강남스타일 뮤직비디오의 30초에서 볼 수 있고 1분 28초에서 볼 수 있다.

## 갤러리

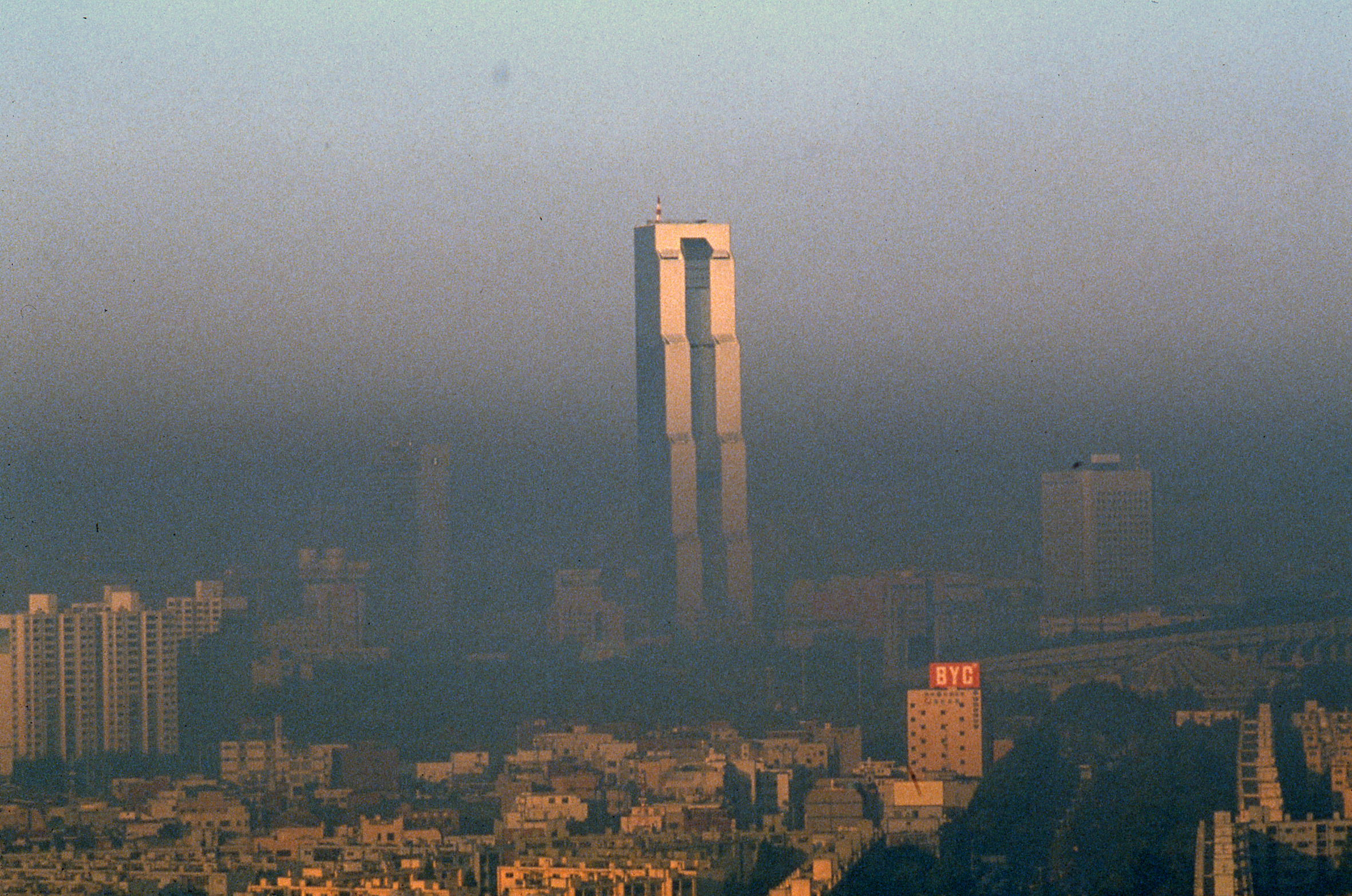
1988년 완공 당시의 모습
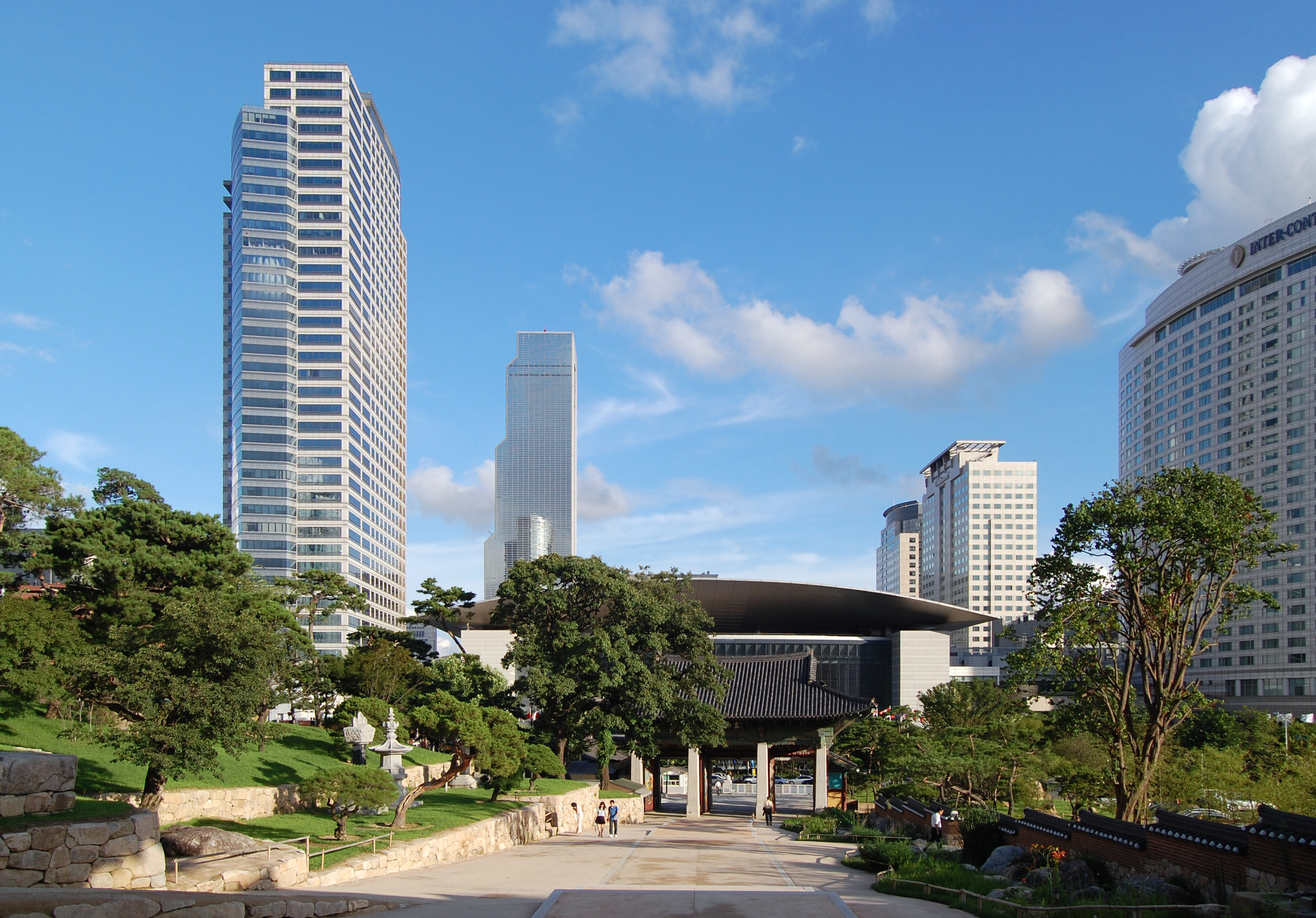
아셈 타워와 WTC 트레이드 타워.
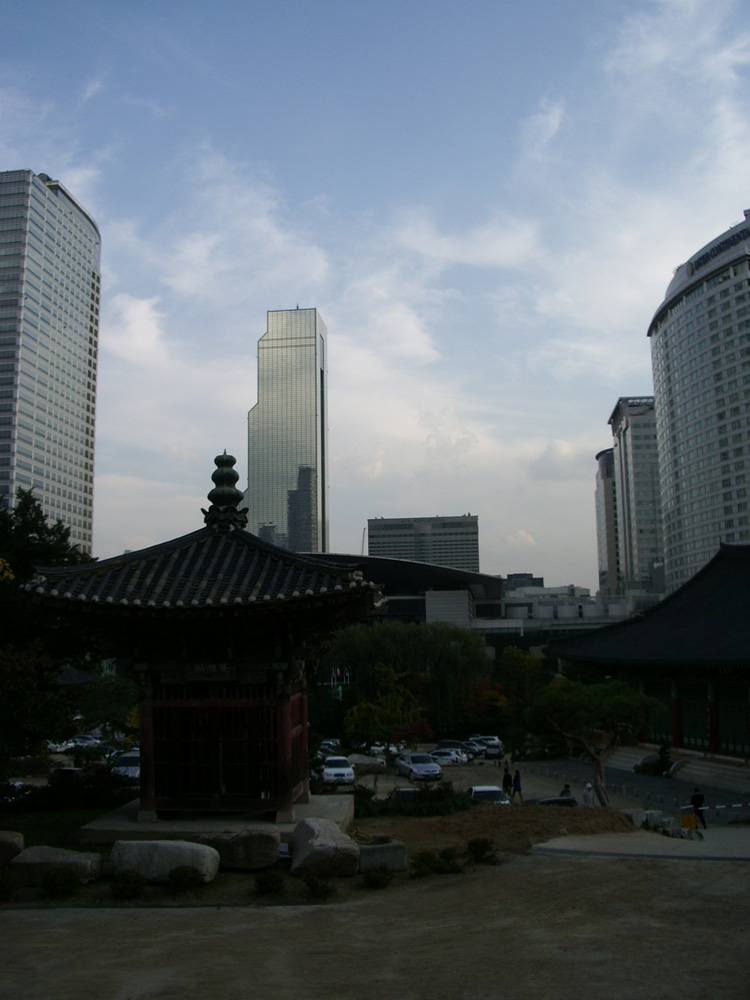
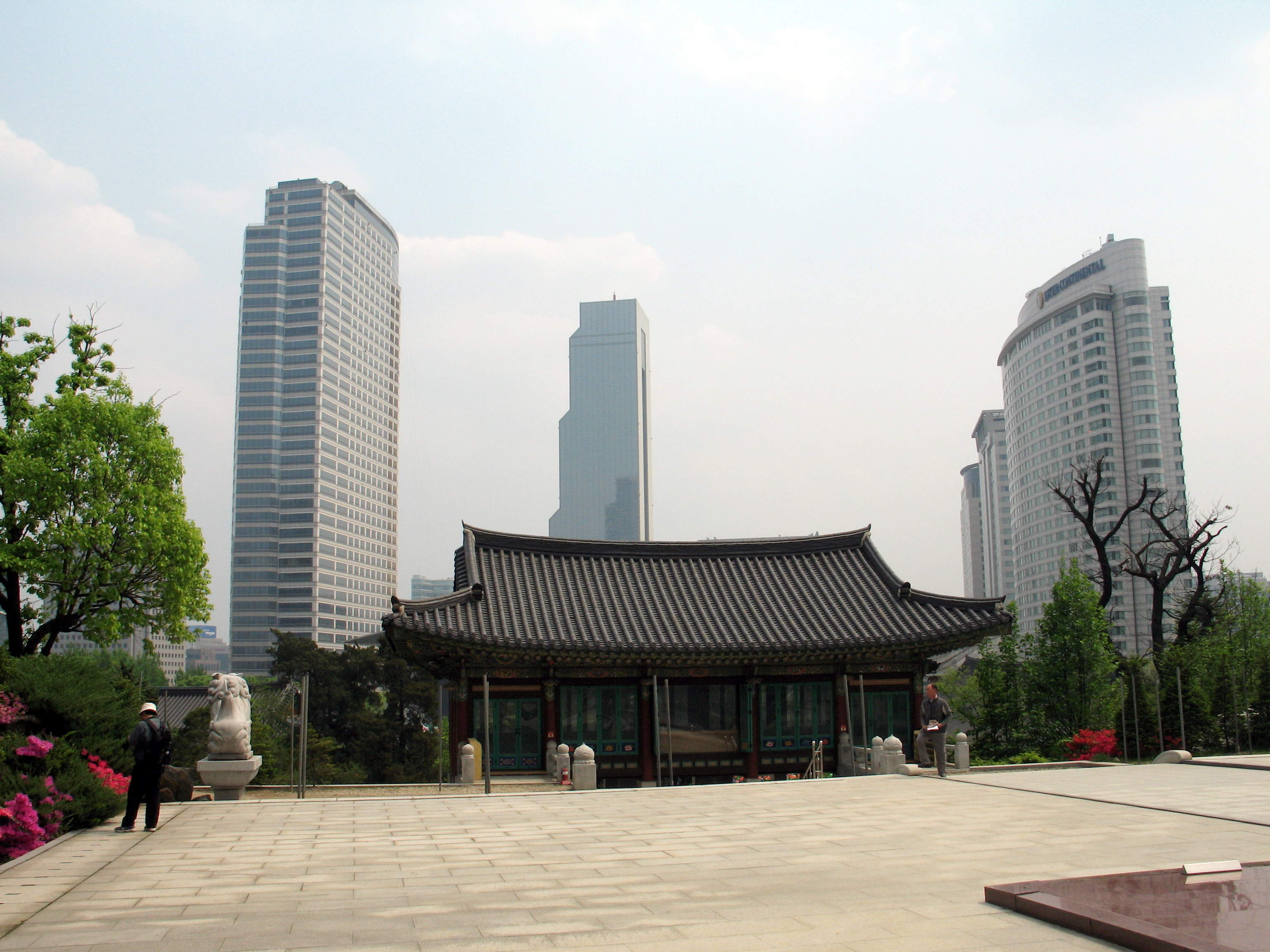
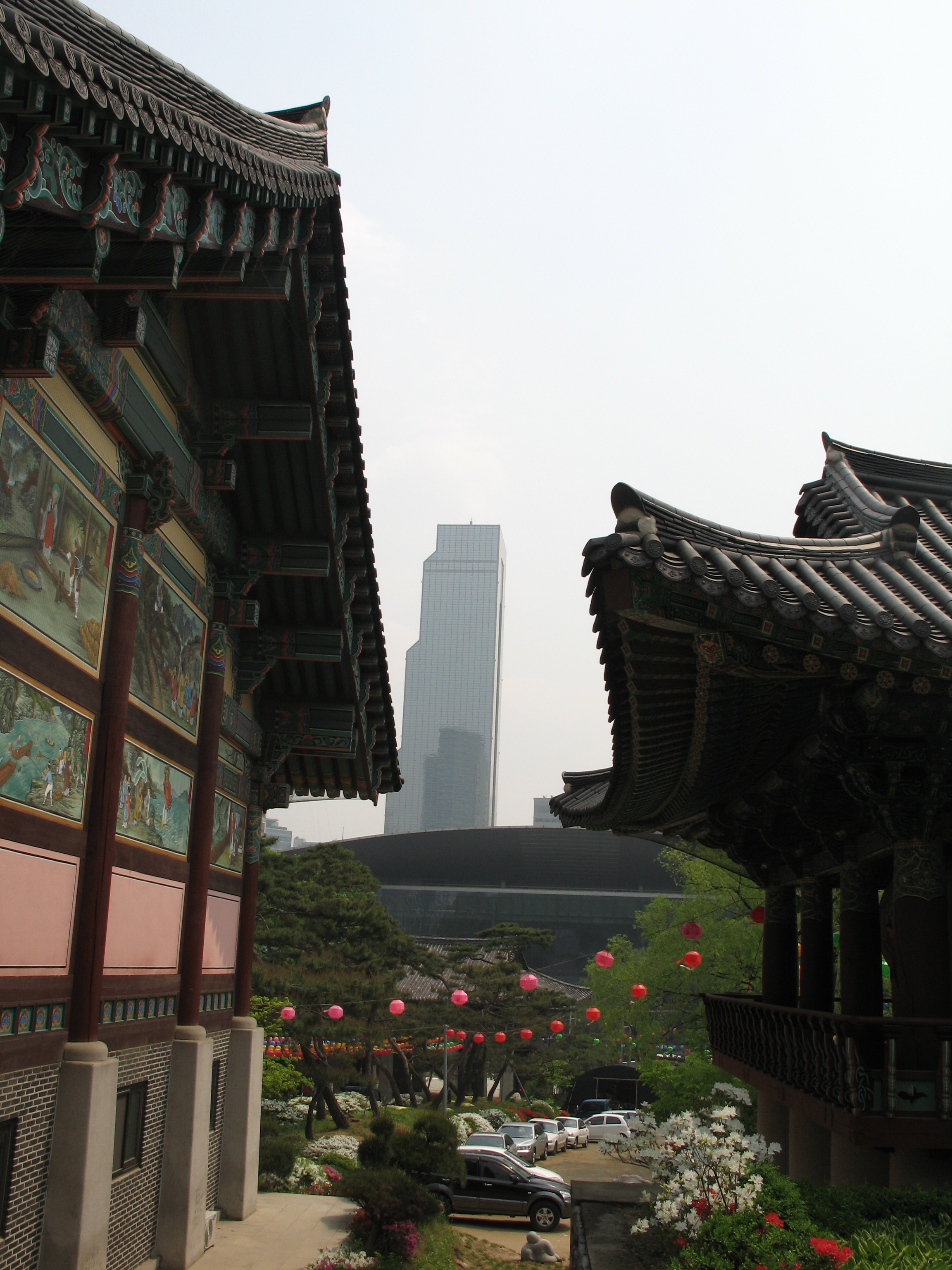
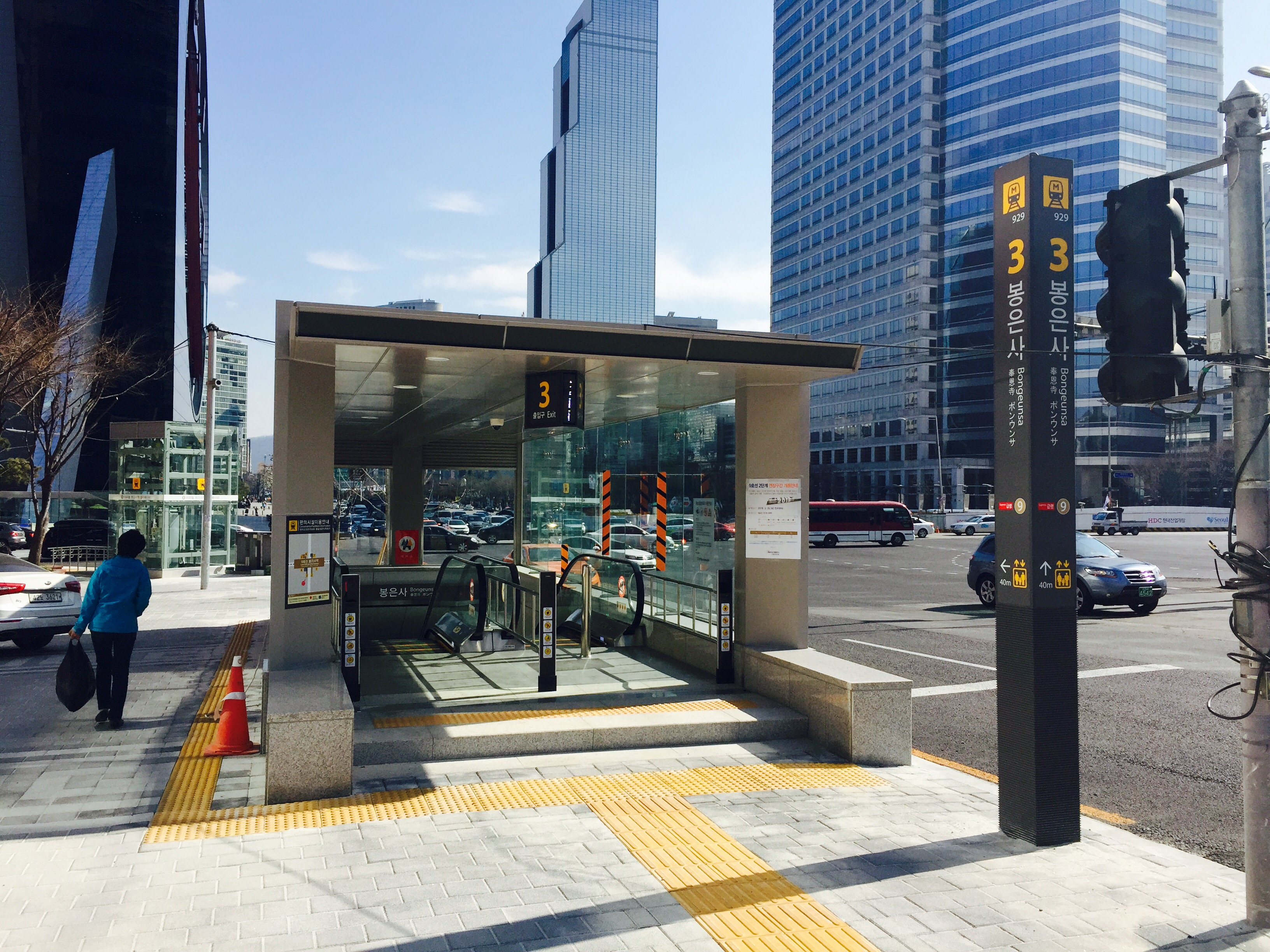
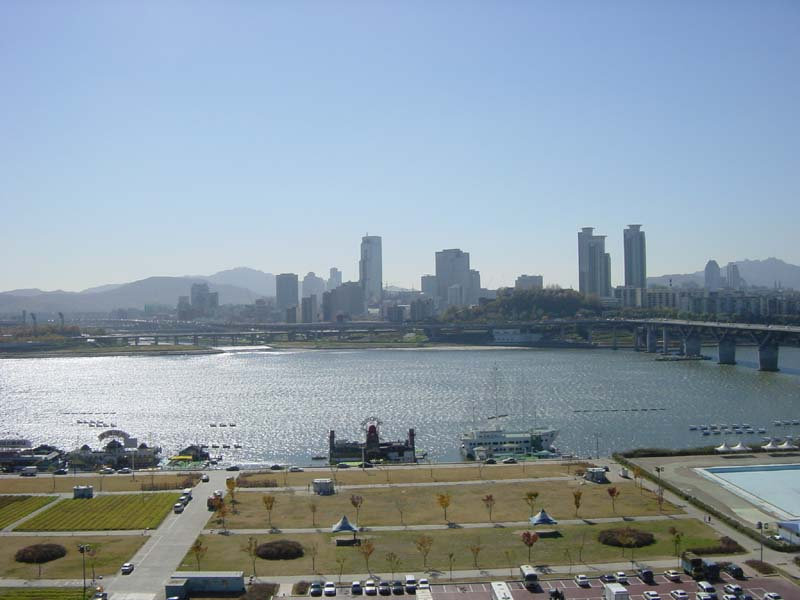
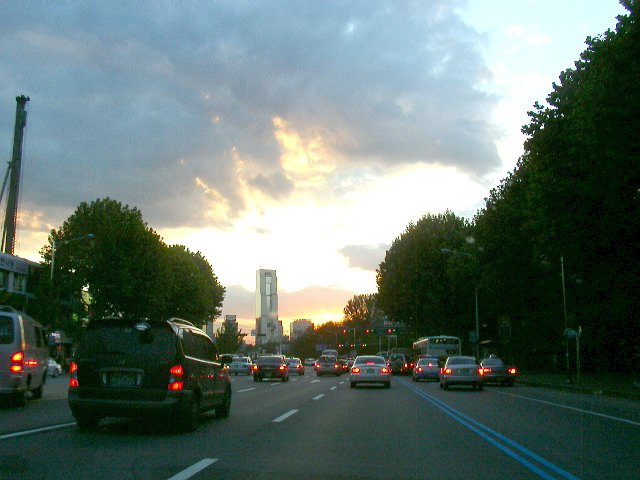
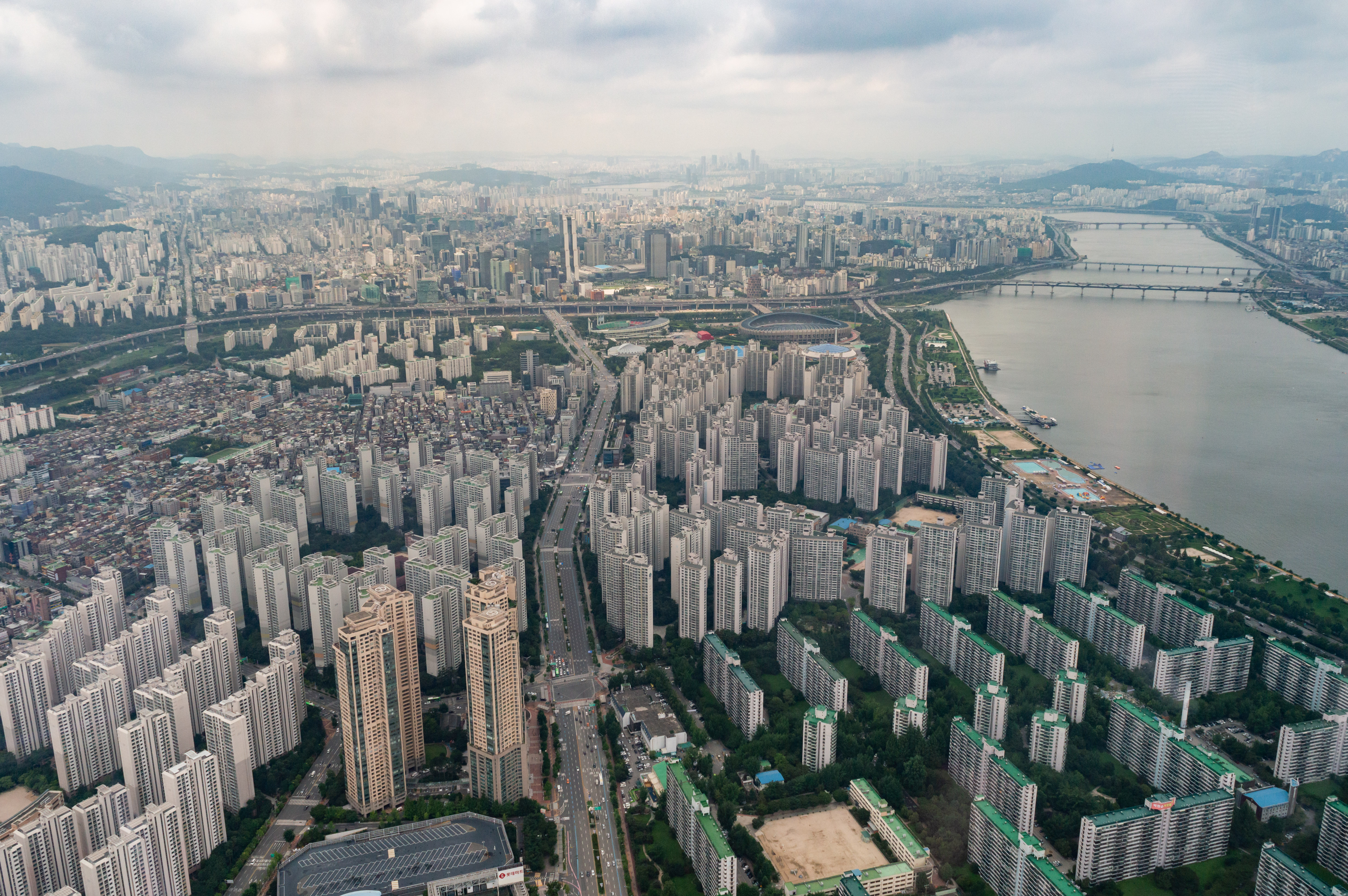
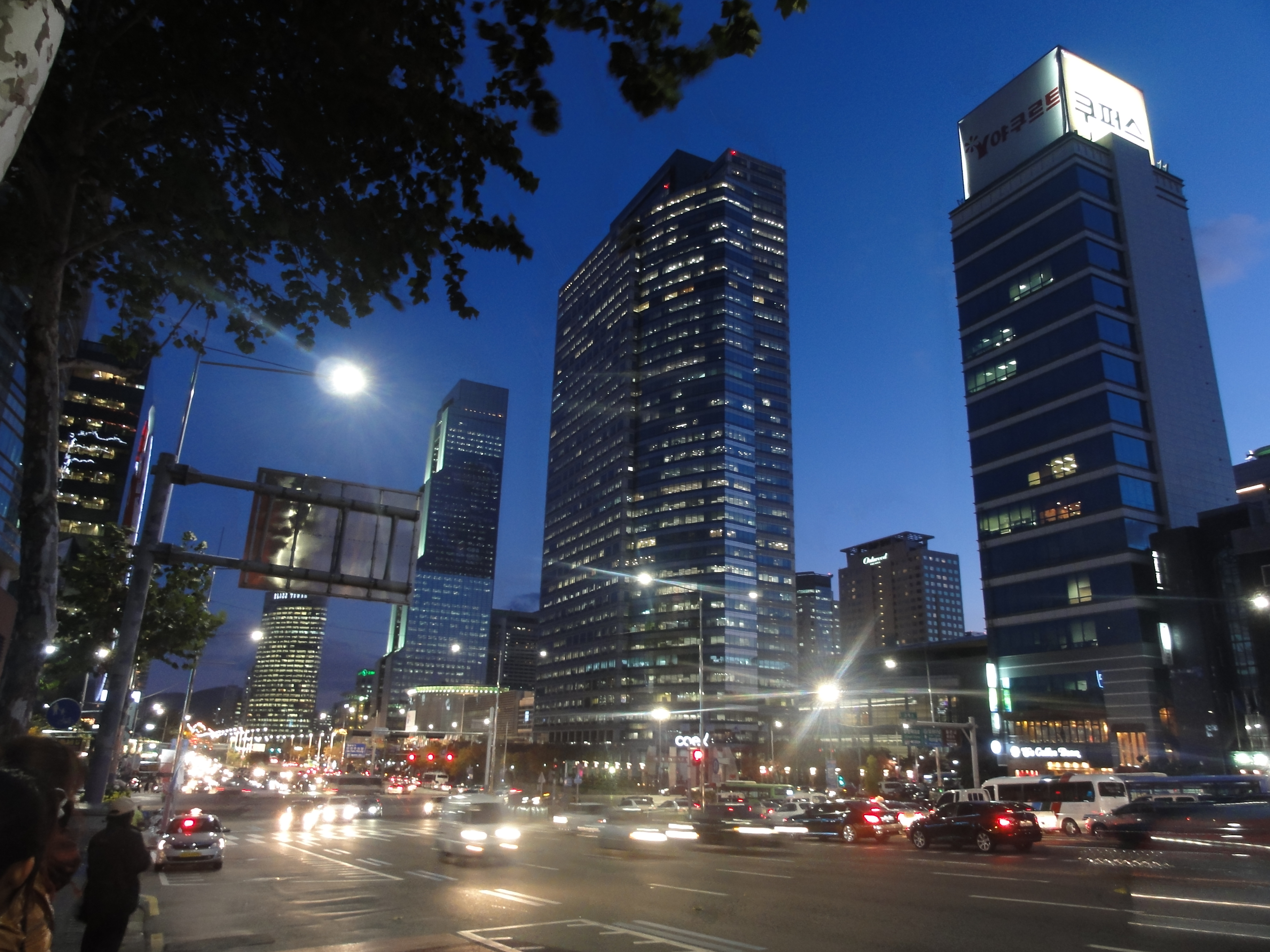
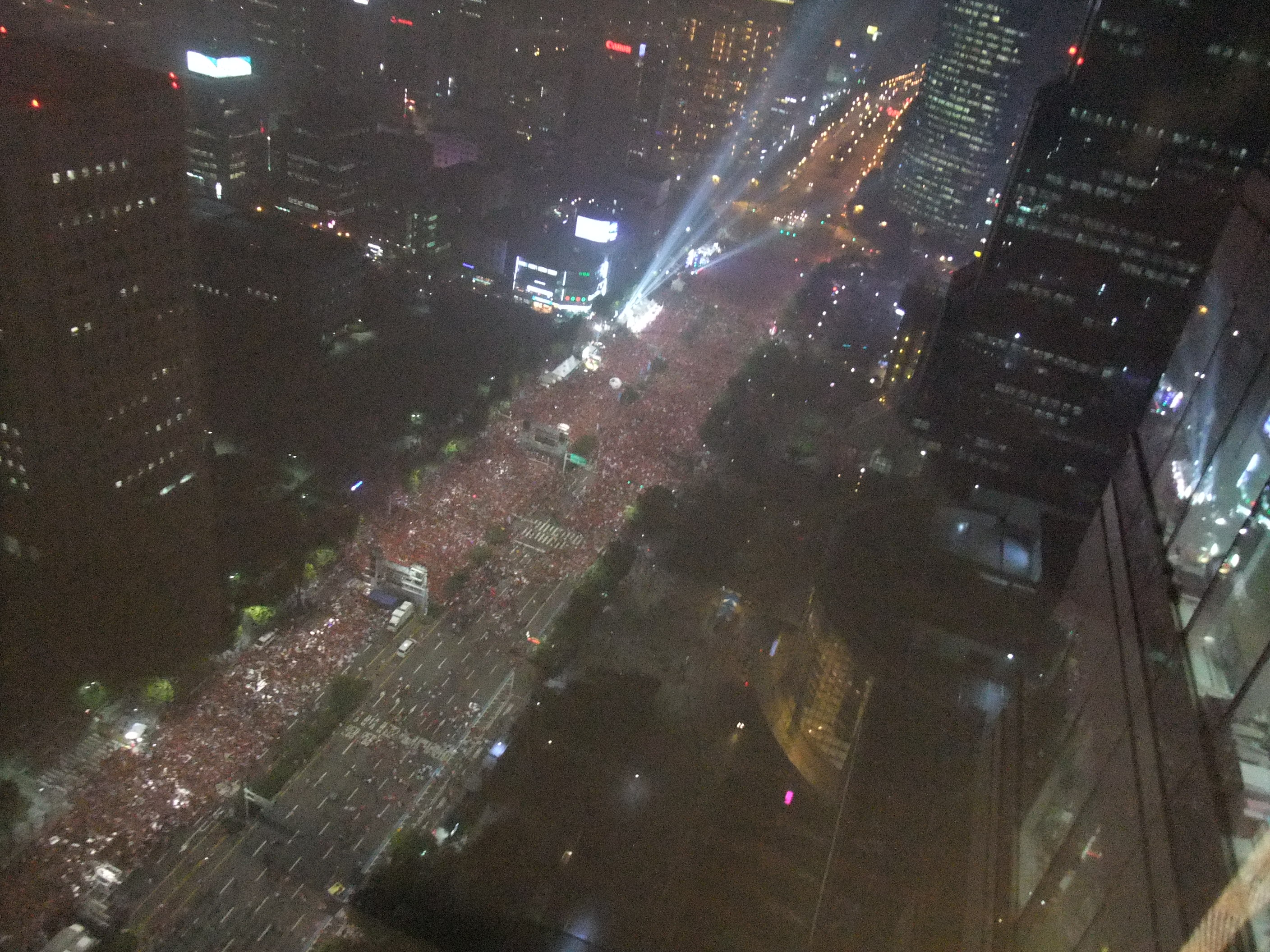
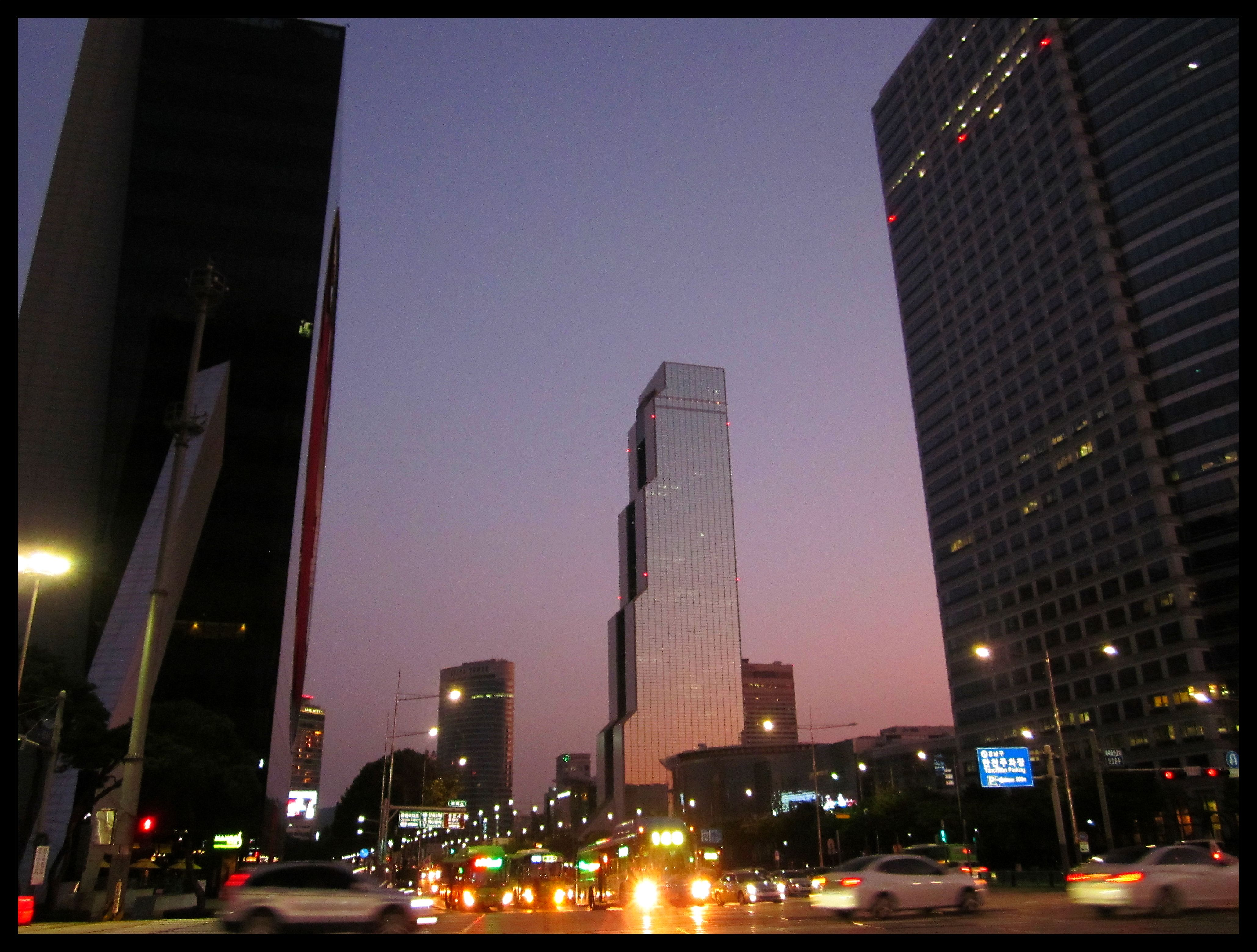
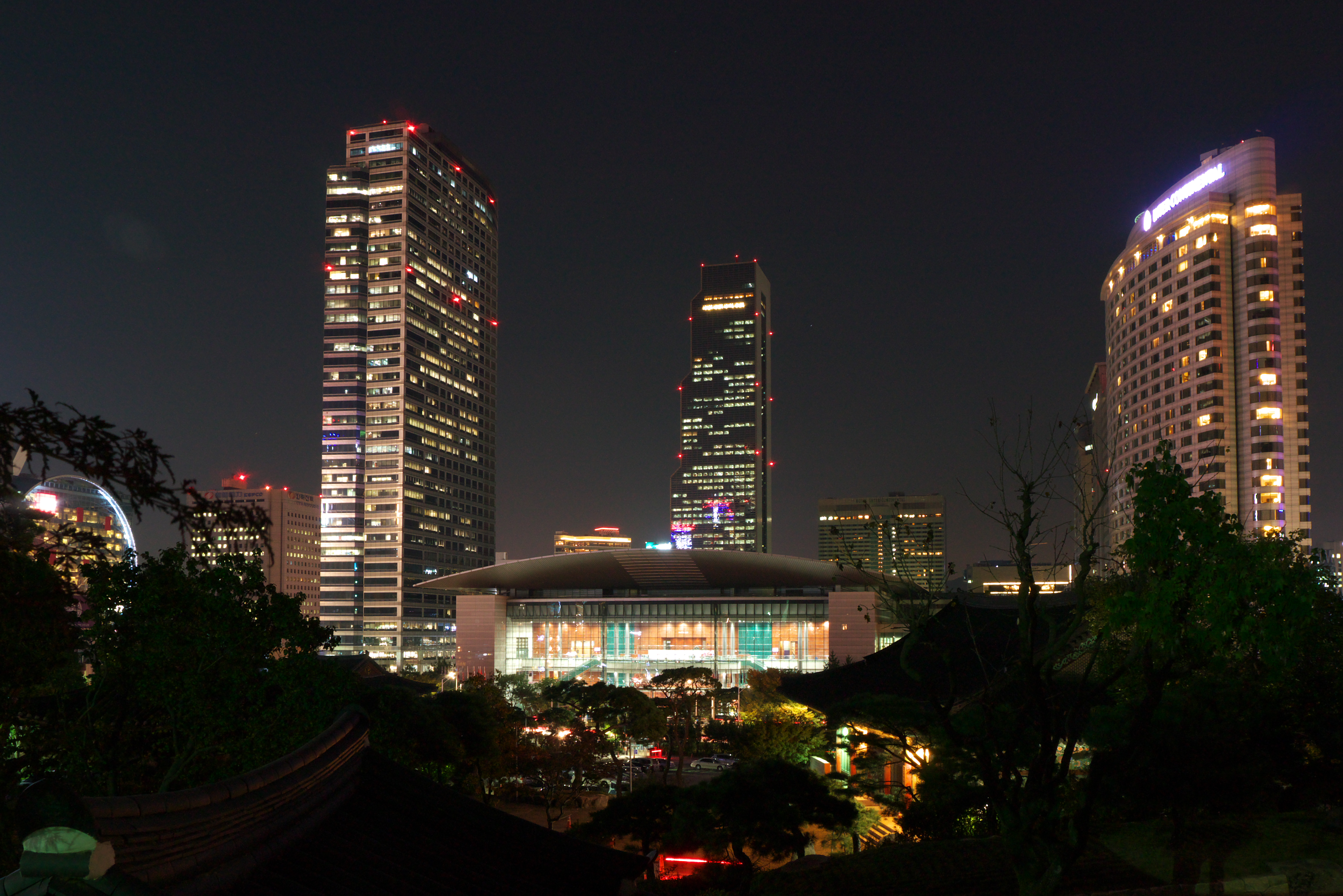
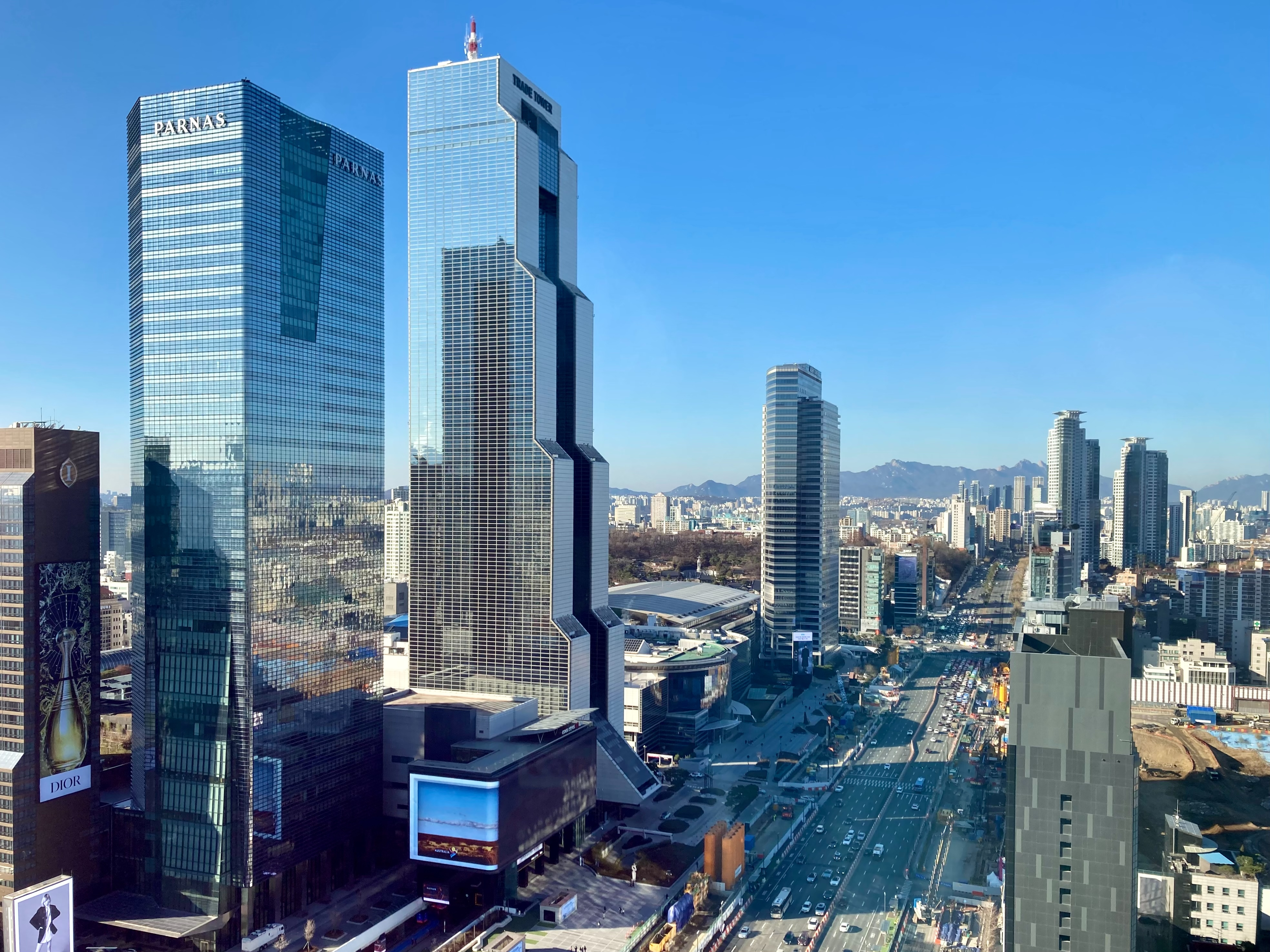
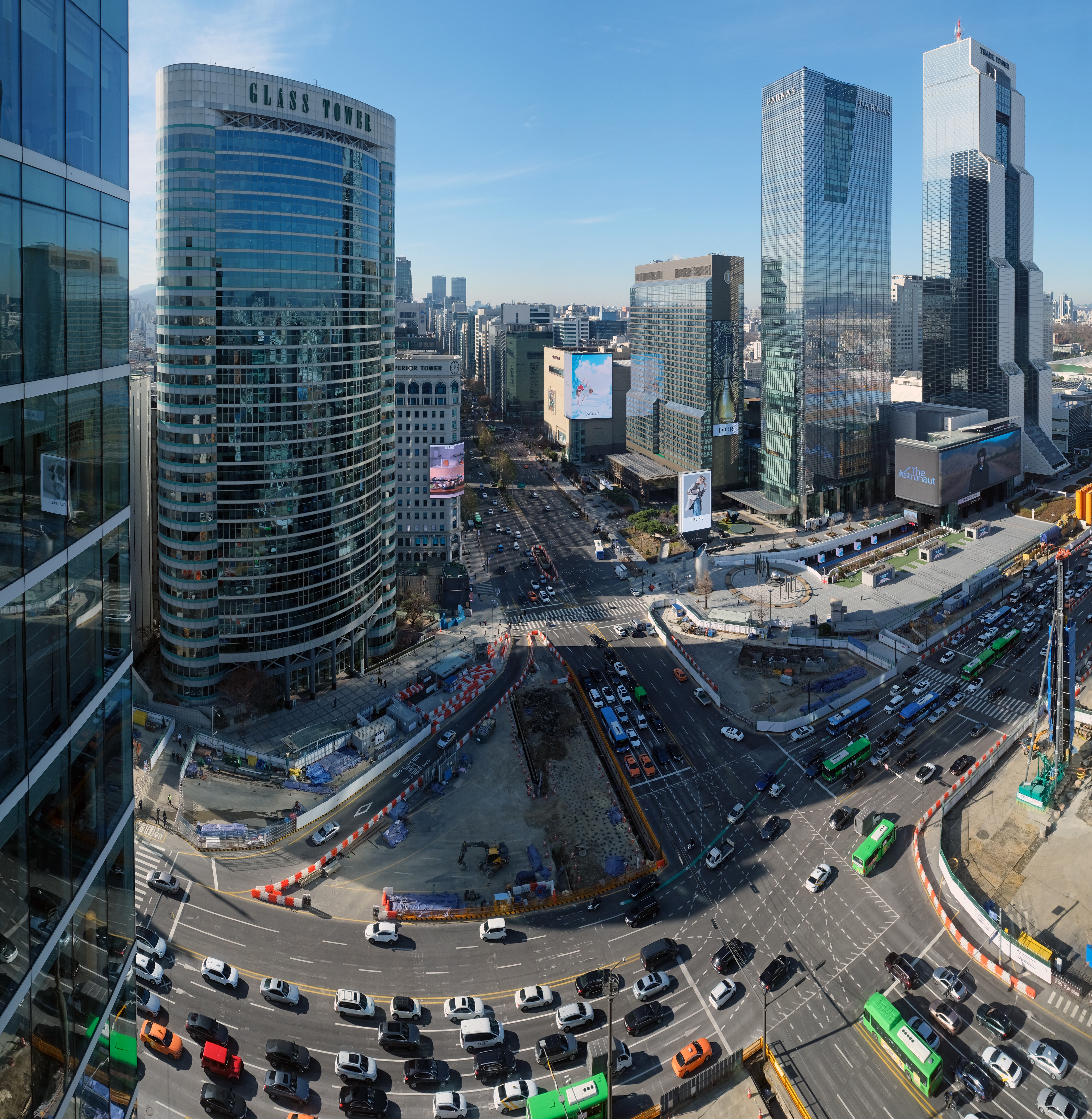
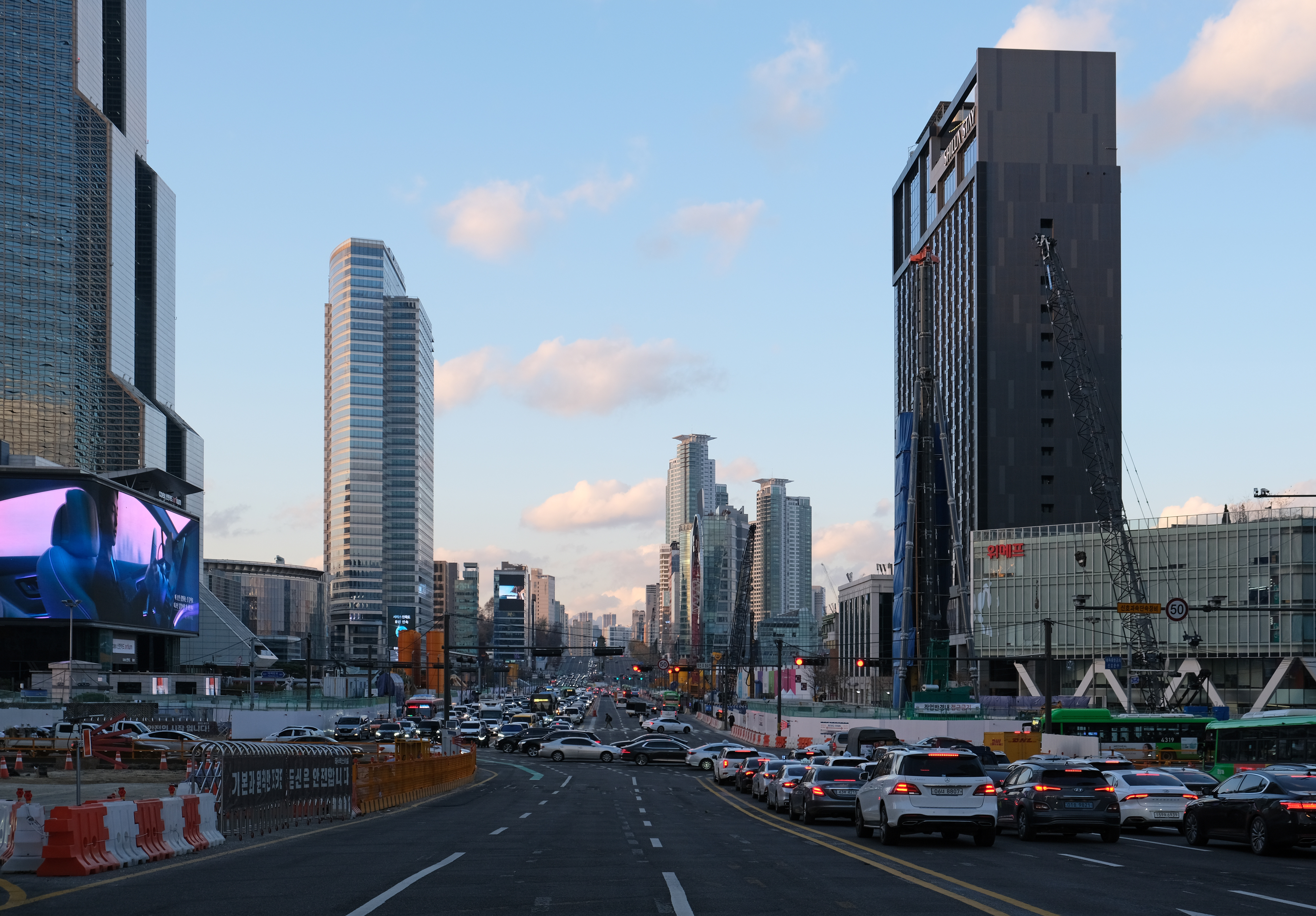
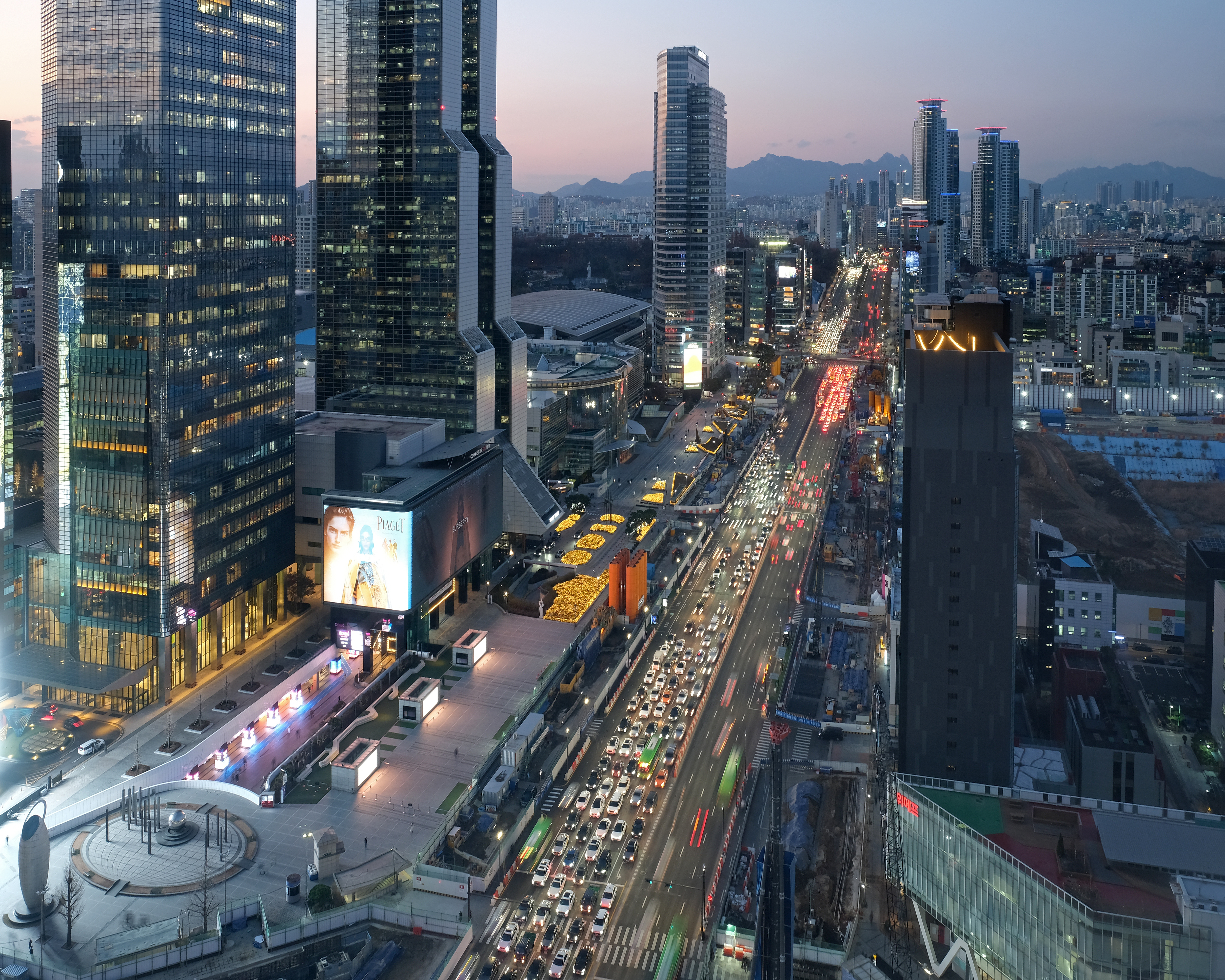
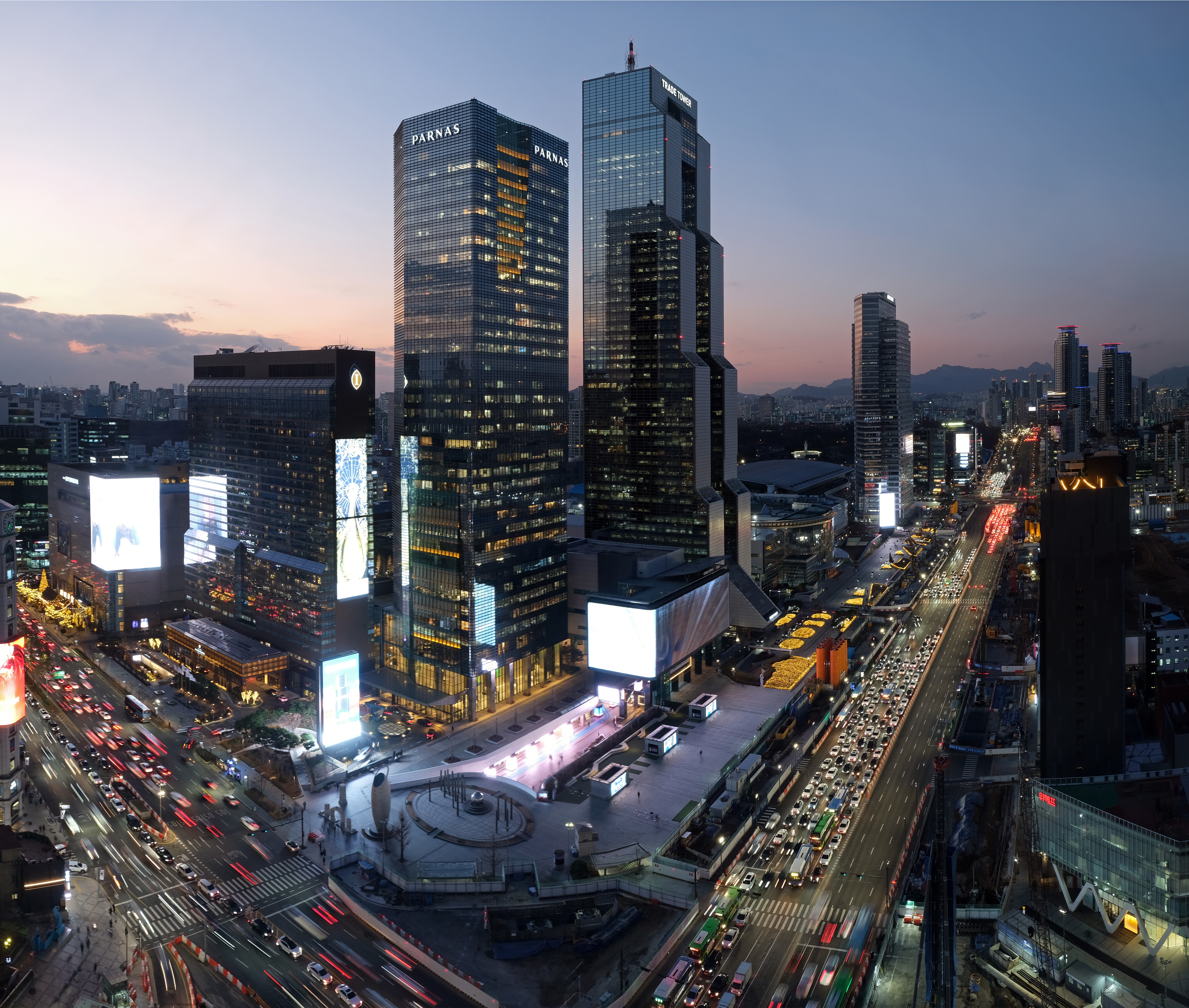
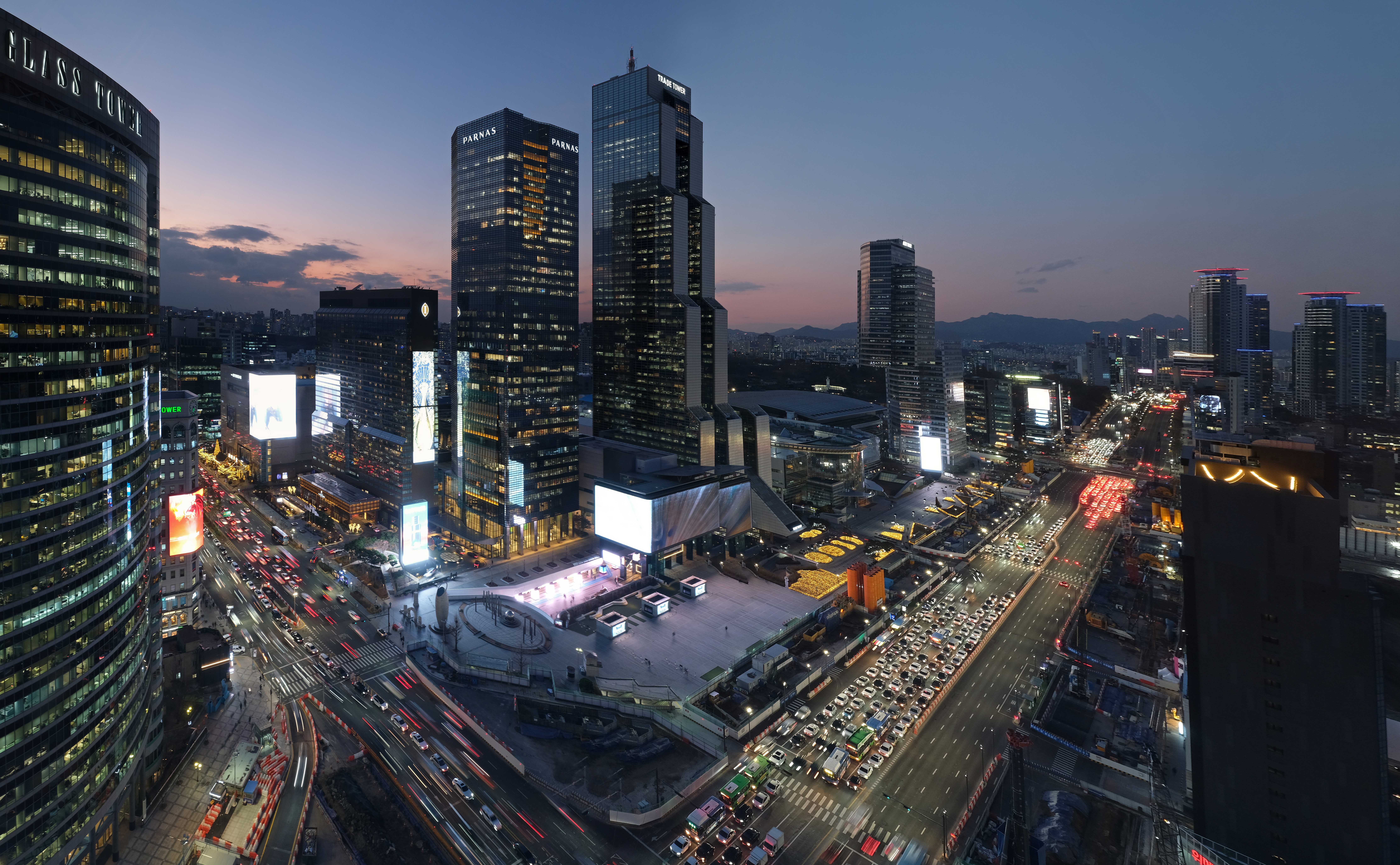
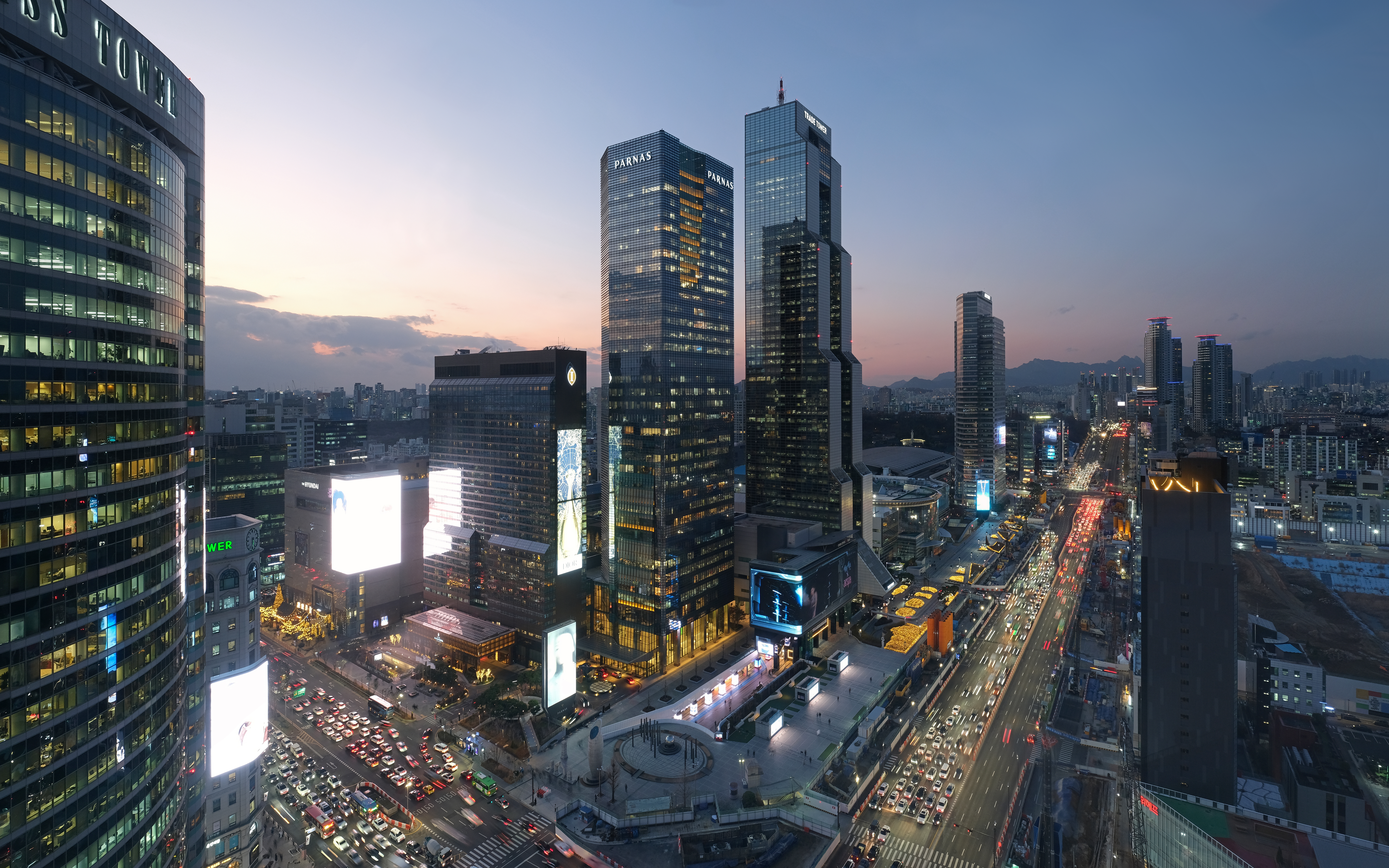
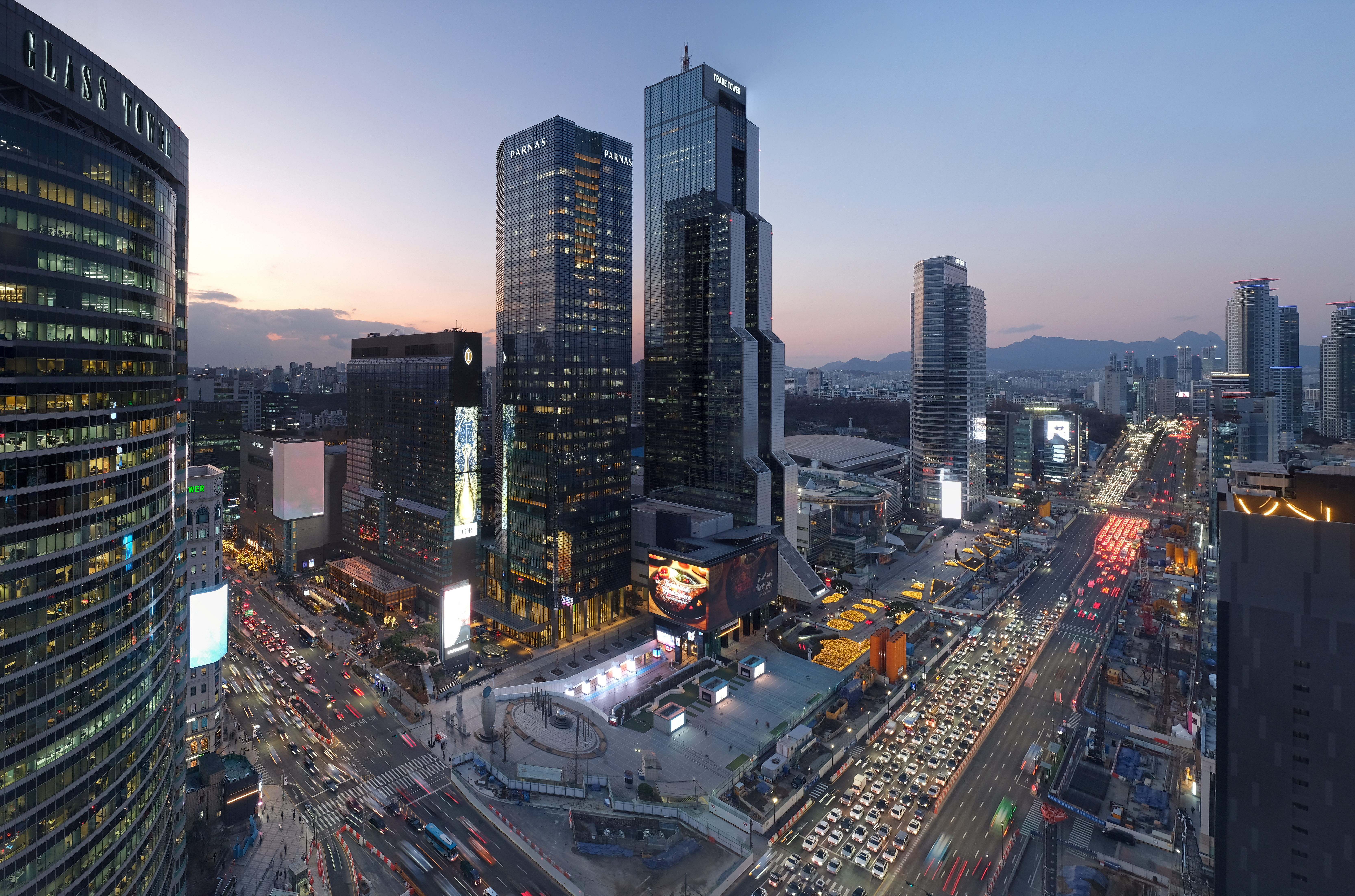
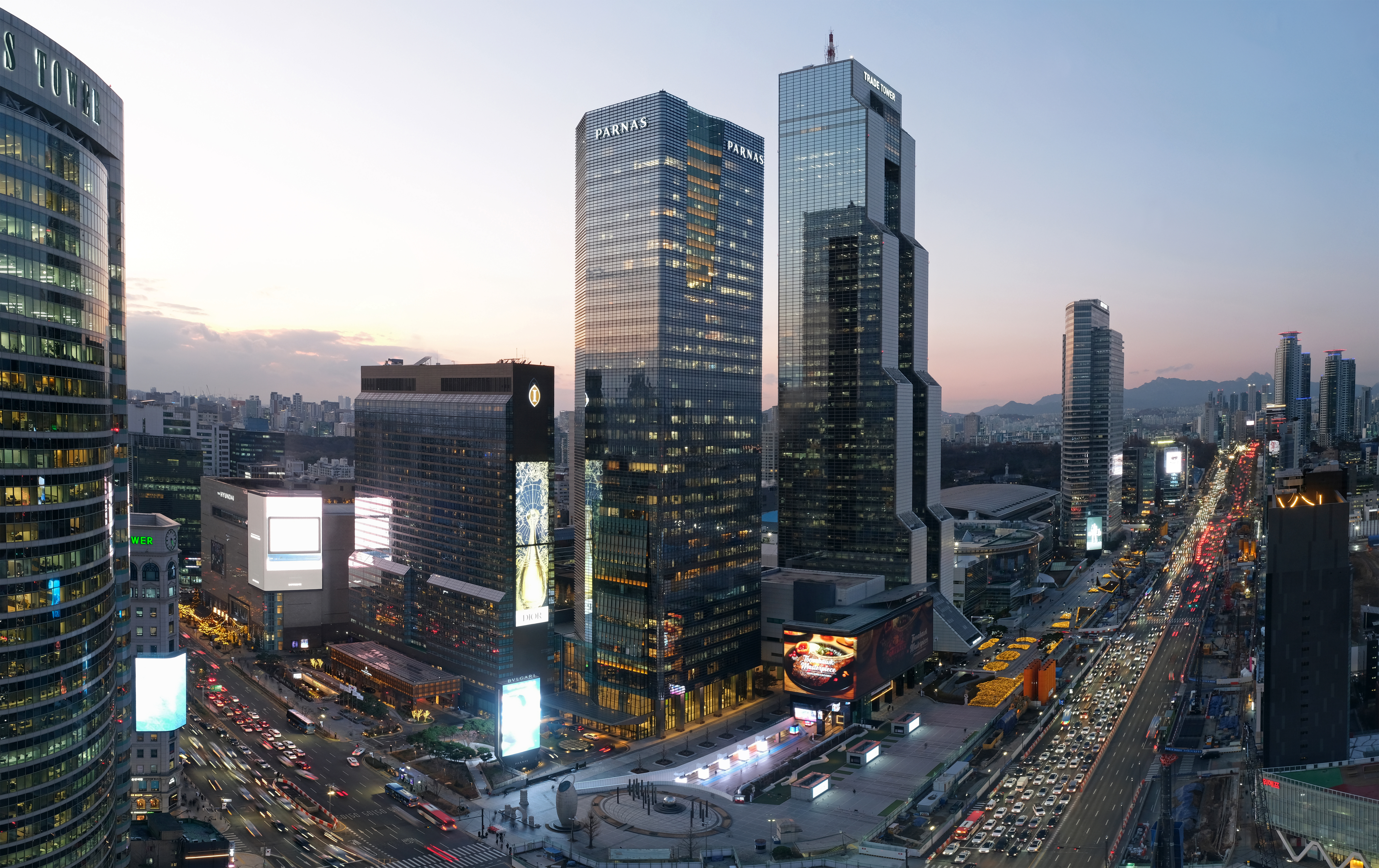
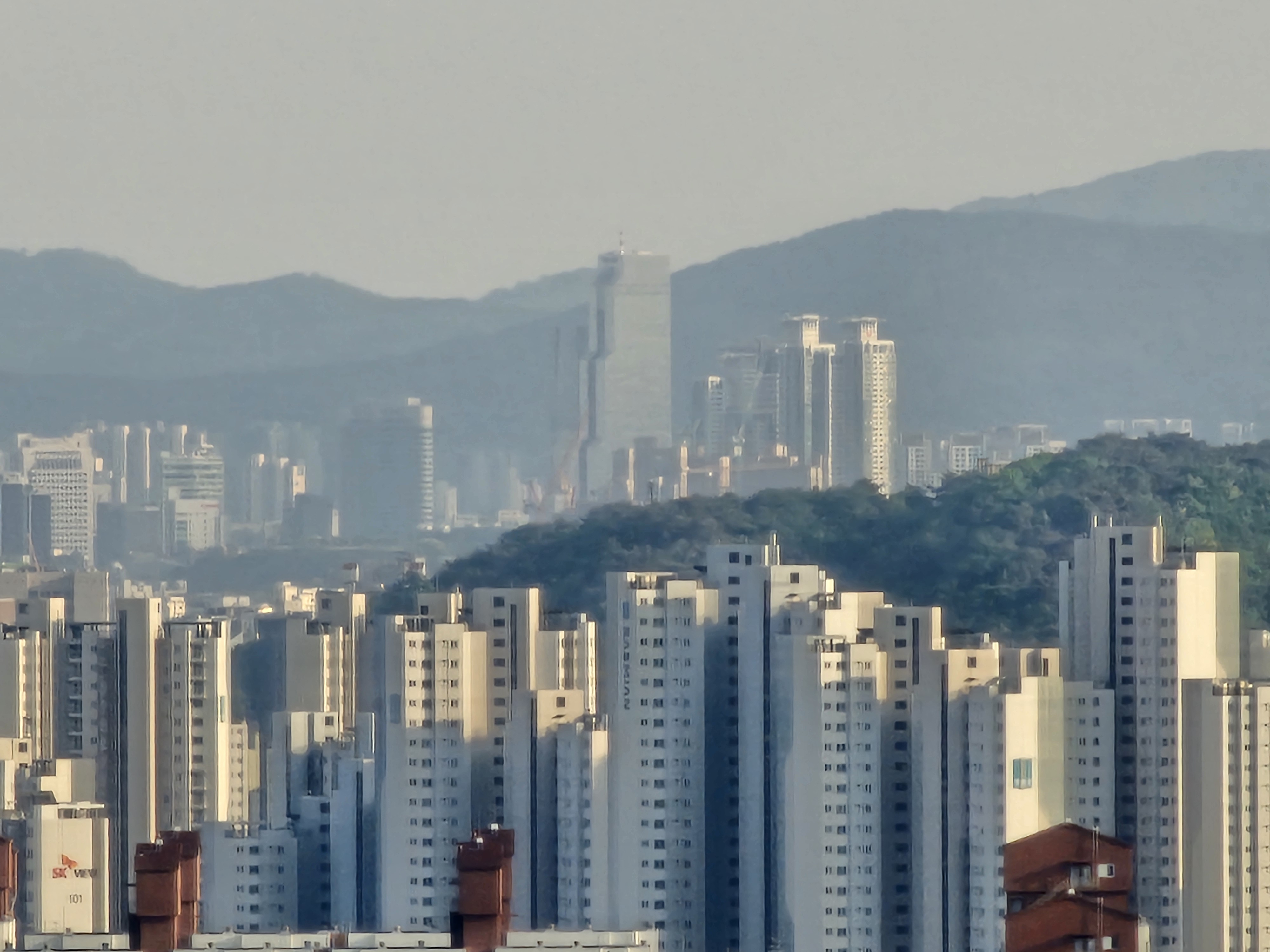

## 교통
- 영동대로
- ● 서울 지하철 2호선 - 삼성역
- ● 서울 지하철 9호선 - 봉은사역

## 같이 보기
- 코엑스
- 아셈 타워
- WTC 서울
- 현대차 글로벌 비즈니스 센터
- 현대차 컨벤션 호텔
- 서울특별시의 마천루 목록
- 서울 강남구의 마천루 목록
- 대한민국의 마천루 목록